# Hausbrunn
Hausbrunn osztrák mezőváros Alsó-Ausztria Mistelbachi járásában. 2021 januárjában 871 lakosa volt. 

## Elhelyezkedése

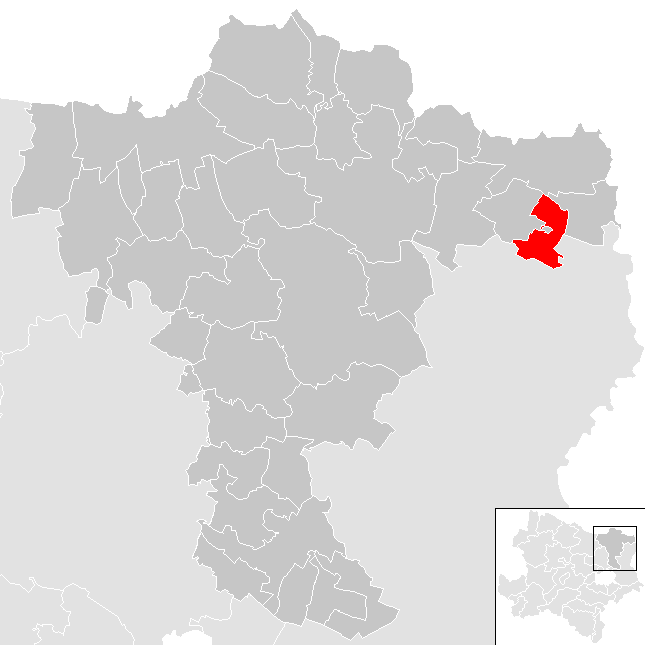
Hausbrunn a Mistelbachi járásban

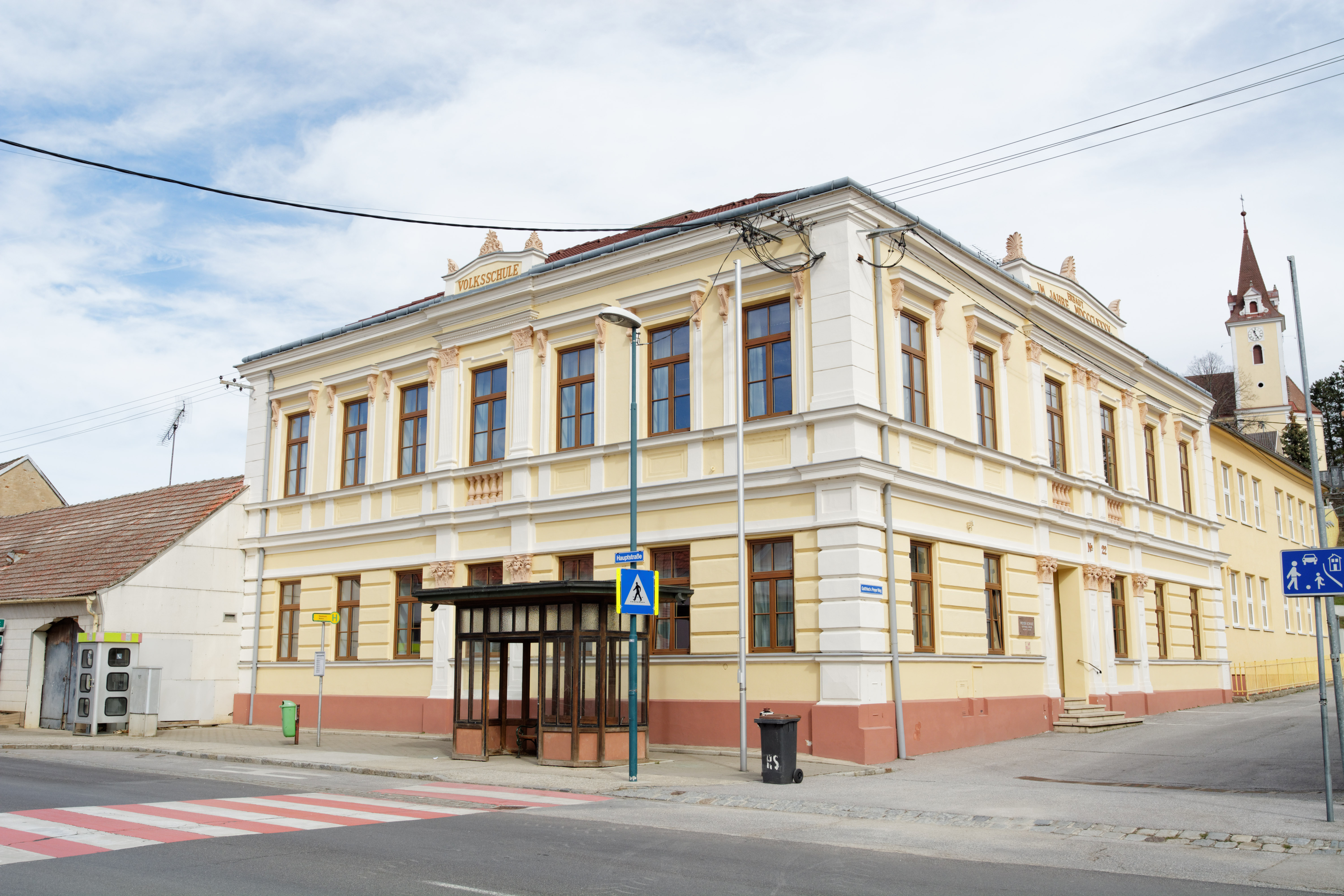
Az általános iskola épülete

Hausbrunn a tartomány Weinviertel régiójában fekszik a Weinvierteli-dombság keleti peremén. Területének 14,6%-a erdő, 77,4% áll mezőgazdasági művelés alatt. Az önkormányzathoz egyetlen település és katasztrális község tartozik. 
A környező önkormányzatok: nyugatra Altlichtenwarth, északra Bernhardsthal, keletre Rabensburg, délkeletre Hohenau an der March, délre Palterndorf-Dobermannsdorf, délnyugatra Neusiedl an der Zaya és Hauskirchen.

## Története
Hausbrunnt először 1195-ben említik a klosterneuburgi apátság Necrologia Germaniae-jában. 1367-ben akkori birtokosa, Ortolf von Wolchenstorf eladta a "bécsi zsidóknak", majd 1378-ban Johann von Liechtenstein, III. Albert herceg udvarmestere vásárolta meg egy részét, 1384-ben pedig 700 bécsi pfennigért kivásárolta a további birtokosokat is.  
A harmincéves háborúban, 1645-ben a svédek elpusztították, 309 lakosát legyilkolták. 1713-ban a pestis pusztított a településen: a járvány 14 héten át tartott és 98 áldozatot szedett. Hausbrunn legkésőbb 1716-ban már mezővárosi jogokkal rendelkezett. 1718-ban egy romos kápolna helyén felépült új temploma, amelynek tornyát hat évvel később egy vihar ledöntötte. 1783-ban az addig Altlichtenwarthhoz tartozó helység saját egyházközséget kapott. 
Az 1848-as forradalmat követően országszerte, így Hausbrunnban is megalakultak az önkormányzatok és polgármestert választottak. 1874-ben postahivatal, 1885-ben elemi iskola nyílt, 1896-ban pedig megalakult az önkéntes tűzoltóegylet. 
A második világháborúban 1944 közepétől 1945 áprilisáig magyar zsidókat dolgoztattak kényszermunkásként a csatornázási és földmunkáknál. Április 17-én a Vörös Hadsereg ellenállás nélkül elfoglalta a mezővárost. Másnap a németek sikertelen ellentámadást intéztek ellenük, amelyben 11 polgári lakos meghalt és 16 épület megsemmisült.  

## Lakosság
A hausbrunni önkormányzat területén 2020 januárjában 871 fő élt. A lakosságszám 1910-ben érte el csúcspontját 1767 fővel, azóta alapvetően csökkenő tendenciát mutat. 2018-ban az ittlakók 89,2%-a volt osztrák állampolgár; a külföldiek közül 1,4% a régi (2004 előtti), 6,3% az új EU-tagállamokból érkezett. 1,3% az egykori Jugoszlávia (Szlovénia és Horvátország nélkül) vagy Törökország, 1,9% egyéb országok polgára volt. 2001-ben a lakosok 91,5%-a római katolikusnak, 6,8% pedig felekezeten kívülinek vallotta magát. Ugyanekkor egy magyar élt a mezővárosban. 
A népesség változása:

| 2016 | 834 |
| 2018 | 857 |

## Látnivalók
- a Szt. Vitus-plébániatemplom
- az 1885-ben épült általános iskola

## Testvértelepülések
- Szentistvánkút (németül Hausbrunn; Szlovákia)

## Fordítás
- Ez a szócikk részben vagy egészben  a   Hausbrunn című német Wikipédia-szócikk ezen változatának fordításán alapul.  Az eredeti cikk szerkesztőit annak laptörténete sorolja fel. Ez a jelzés csupán a megfogalmazás eredetét és a szerzői jogokat jelzi, nem szolgál a cikkben szereplő információk forrásmegjelöléseként.